# Мадейра, Паулу
Паулу Серхио Брага Мадейру (порт. Paulo Sérgio Braga Madeira; род. 6 сентября 1970, Луанда) — португальский футболист, выступавший на позиции защитника. Завершил карьеру в 2006 году.

## Клубная карьера
Мадейра дебютировал за основную команду «Бенфики» в сезоне 1989/1990 после аренды в португальском клубе «Маритиму».
После успешных выступлений за «Белененсеш» Мадейра вернулся в «Бенфику», но не смог закрепиться в основном составе. Он завершил карьеру после непродолжительного пребывания в составе «Флеминенсе» и «Эштрелы». За 13 сезонов в высшем чемпионате Португалии, он сыграл в 291 матче и забил 12 голов.

## Карьера в сборной
Мадейра был в составе сборной Португалии, участвовавшей в чемпионате Европы 1996 года, хоть и в основном сидел на скамейке запасных. В общей сложности он сыграл 25 матчей за сборную Португалии и забил 3 гола за 8 лет.
Ранее Мадейра сыграл важную роль в сборной Португалии до 20 лет на чемпионате мира по футболу среди молодёжных команд 1989 в Саудовской Аравии, приняв участие во всех матчах.

### Голы за сборную[4]
| Гол | Дата          | Место                                            | Соперник    | Счёт | Результат | Турнир                        |
| --- | ------------- | ------------------------------------------------ | ----------- | ---- | --------- | ----------------------------- |
| 1   | 26 марта 1999 | Стадион Д. Афонсу Энрикес, Гимарайнш, Португалия | Азербайджан | 3:0  | 7:0       | Евро 2000 (отборочный турнир) |
| 2   | 31 марта 1999 | Шпортпарк Эшен-Маурен, Эшен, Лихтенштейн         | Лихтенштейн | 0:3  | 0:5       | Евро 2000 (отборочный турнир) |
| 3   | 31 марта 1999 | Шпортпарк Эшен-Маурен, Эшен, Лихтенштейн         | Лихтенштейн | 0:4  | 0:5       | Евро 2000 (отборочный турнир) |